# Treibjagd (Wohmann)

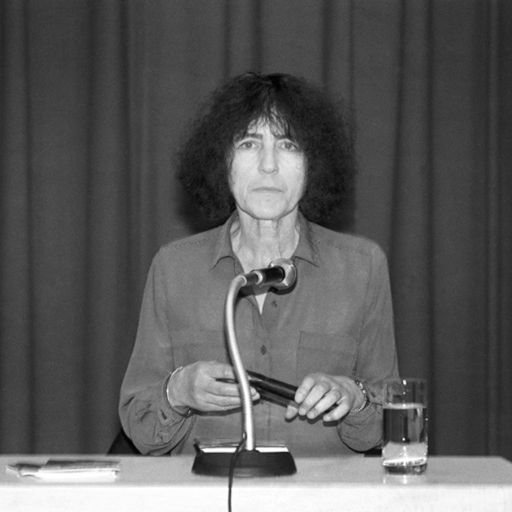
Gabriele Wohmann (1992)

Treibjagd ist eine satirische Kurzgeschichte von Gabriele Wohmann, die 1965 entstand und 1968 bei Luchterhand in der Sammlung Ländliches Fest – dem fünften Kurzgeschichtenband der Autorin – erschien.

## Handlung
Der nicht mehr jungen Eva Maria bekommt die sitzende Beschäftigung im Büro schlecht. Als sie ein neues Abführmittel ausprobiert, wirkt das nicht gleich.
„Sie lernten sich zu spät kennen“ schreibt Gabriele Wohmann und meint ebenjene Eva Maria und Herbert Panter, den lebhaften Bauingenieur mit Krampfadern von der  „Hortensia Freundschafts Liga“. Panter hat sich für seine Arbeitsorganisation in der Liga von den Rotariern einiges abgeguckt. Auf eine Heiratsannonce hin, nach einem monatelangen Briefwechsel mit einem fünf Jahre alten Foto Eva Marias, treffen sich die beiden sonntags zu einem Ausflug in ein „Kneipchen“, auf einem bewaldeten Hügel gelegen. Eva Marias vier Arbeitskolleginnen wissen über Zeit und Ort des Rendezvous Bescheid. Teilweise in Herrenbegleitung, treffen sie in der Ausflugsgaststätte ein und beaugenscheinigen Herbert Panter. Der lässt sich überhaupt nicht aus der Ruhe bringen. Eva Maria drückt sich um die „Vorstellerei“ und spaziert mit Herbert Panter durch den Wald talwärts. Panter gibt „seiner kleinen Eva“ einen Kuss. Als er mit einem besitzergreifenden Zungenkuss weitermacht, reißt sich Eva Maria los und rennt in den Wald hinein; läuft einfach davon. Ihr ist übel. So ähnlich mussten Geburtswehen sein, wähnt die nicht mehr ganz taufrische Jungfer. Nach dem Marsch an der frischen Luft bergan und anschließendem Kaffeetrinken in der Gaststätte wirkt das Abführmittel. Die Treibjagd beginnt. Herbert Panter und Evas Arbeitskolleginnen rennen ihr hinterdrein. „Evchen, du rennst doch nicht vor der Ehe davon?“ bekommt die Läuferin von ihrer Kollegin Fräulein Grohmann zu hören. Panter ist Eva Marie auf einmal schnuppe. Sie verabschiedet sich von ihren Verfolgern und geht nach Hause.
Panter lässt „seine kleine Eva“ eine Woche zappeln und teilt ihr darauf mit, die sonntägliche Treibjagd im Wald habe mit vollem Erfolg geendet. Alle Arbeitskolleginnen Eva Marias, die mit von der Partie waren, habe er für die Liga werben können. In einer reichlichen Woche will sich Panter, der sich die Präsidentschaft in seiner Liga ausrechnet, bei Eva Marias Eltern vorstellen. Eva Maria und auch ihren Eltern soll es recht sein. Allerdings muss Eva Maria daheim im Bett an Panters dicke Zunge in ihrem Mund denken. Die hatte nach Kaffee geschmeckt.

## Rezeption
- Just[5] nennt Eva Marias „Martyrium“ eine „›Treibjagd‹ der Verklemmungen“.
- Michaelis[6] wirft der Autorin den – seiner Meinung nach misslungenen – Versuch vor, mittels bloßer Ereignissequenzen dieser oben skizzierten Story Welthaltigkeit geben zu wollen.
- Nach Ferchl[7] wolle Eva Maria heiraten, weil ihr der Büroberuf nicht zusage.
- Nach Häntzschel[8] wolle Eva Maria aus ihrer patriarchalisch geprägten Umgebung entfliehen und gerate dabei an den Patriarchen Panter.
- Der Bearbeiter in Barners Literaturgeschichte[9] – vermutlich Manfred Durzak[A 1] – hebt Gabriele Wohmanns „Erzählvirtuosität“ hervor. Die Autorin stelle Konflikte und Leidenszustände von Frauen dar. Eva Maria bemühe sich um einen Ehemann, weil sie den Eltern nicht länger zur Last fallen wolle.
- Durzak[10] entdeckt „satirische Überbelichtungen“ und bemerkt zum Titel: Der Biedermann mit dem sprechenden Namen Panter habe sich Eva Maria als Beute ausgesucht und die Frau fliehe – „psychisch eingekreist“ – aus Angst vor Kindern, aus Angst vor der drohenden „patriarchalischen Ehe“ mit dem „bürgerlichen Scheusal“ Panter.

### Erstausgabe
- Treibjagd. In: Gabriele Wohmann: Ländliches Fest. Erzählungen. Luchterhand, Neuwied 1968, ISBN 3-472-61204-5.[11]

### Verwendete Ausgabe
- Gabriele Wohmann: Treibjagd. Erzählungen. (= RUB 7912). Reclam, Stuttgart 1970, ISBN 3-15-007912-8.

### Sekundärliteratur
- Gottfried Just: Die namenlosen Helden der Gabriele Wohmann. In: Gabriele Wohmann. Materialienbuch. Einleitung von Karl Krolow. Bibliographie von Reiner Wohmann. Herausgegeben von Thomas Scheuffelen. Luchterhand, Darmstadt/ Neuwied 1977, ISBN 3-472-61184-7, S. 61–63.
- Rolf Michaelis: Heimweh nach dem Paradies. In: Gabriele Wohmann. Materialienbuch. Einleitung von Karl Krolow. Bibliographie von Reiner Wohmann. Herausgegeben von Thomas Scheuffelen. Luchterhand, Darmstadt/ Neuwied 1977, ISBN 3-472-61184-7, S. 63–67.
- Treibjagd – Heirat als Flucht aus dem Beruf. In: Irene Ferchl: Die Rolle des Alltäglichen in der Kurzprosa von Gabriele Wohmann. Bouvier Verlag, Bonn 1980, ISBN 3-416-01542-8, S. 37–40.
- Günter Häntzschel, Jürgen Michael Benz, Rüdiger Bolz, Dagmar Ulbricht: Gabriele Wohmann. (= Autorenbücher. Band 30). Verlag C. H. Beck, Verlag edition text + kritik, München 1982, ISBN 3-406-08691-8.
- Wilfried Barner (Hrsg.): Geschichte der deutschen Literatur. Band 12: Geschichte der deutschen Literatur von 1945 bis zur Gegenwart. C. H. Beck, München 1994, ISBN 3-406-38660-1.
- Manfred Durzak: Die deutsche Kurzgeschichte der Gegenwart. Autorenporträts, Werkstattgespräche, Interpretationen. 3. Auflage. Königshausen & Neumann, Würzburg 2002, ISBN 3-8260-2074-X. (Erweiterung von Reclam, Stuttgart 1980, ISBN 3-15-010293-6)

## Anmerkung
1. ↑  
Die Formulierungen der entsprechenden Textpassagen in den angegebenen beiden Literaturstellen von Barner und Durzak legen die Vermutung nahe.